# 国鉄コキ60000形貨車
国鉄コキ60000形貨車（こくてつコキ60000がたかしゃ）は、日本国有鉄道（国鉄）が1984年（昭和59年）から1985年（昭和60年）にかけて、コキ5500形コンテナ車を改造して製作した貨車（コンテナ車）である。
この項目では、本形式と同一の改造内容で計画され、実現しなかったコキ70000形についても記述する。

## 概要
コキ5500形を改造し、積載能力と走行性能をコキ50000形と概ね同等の仕様とした車両である。
昭和60年3月ダイヤ改正において、最高速度 95 km/h 系コンテナ列車の増発が予定された。国鉄分割民営化直前の厳しい財政状況に鑑み、投資を抑制する必要から、車両は新製をせず既存車両を整備して充足することとされた。この方針に基づき、コキ5500形を改造して 95 km/h 系コンテナ車コキ50000形との共通運用を企図した車両がコキ60000形である。
改造工事は苗穂工場・名古屋工場・松任工場など8か所の国鉄工場で実施され、127両（コキ60000 - コキ60126）が改造製作された。

## 改造の内容
最高速度 85 km/h ・12 ft コンテナ4個積のコキ5500形に対し、最高速度の向上（85 → 95 km/h）積載能力の増強（4個 → 5個）を施し、コキ50000形との互換性を最小限の改造で極力具備させる方針が採られた。改造に供されたコキ5500形は1967年（昭和42年） - 1970年（昭和45年）製の、台枠がコキ10000形と同一の仕様に改良されたグループ（コキ7000 - コキ8539）である。
台枠は台車より車端側の枕梁 - 端梁間を一旦切断し、予め製作した延長部材を挿入・溶接した。車体長は 2,100 mm 延伸され、コキ50000形と同一の 19,600 mm とされた。コンテナ緊締装置は 5 t (12 ft) 用のものを1組増設し、 12 ft コンテナを5個積載できる。車体塗色は赤3号（レンガ色）で、コキ5500形・コキ50000形と同一である。
ブレーキ装置は、コキ50000形と同様の3圧式 CL 方式（応荷重装置付自動空気ブレーキ）に変更された。配管やブレーキシリンダなど、ブレーキ系統の諸装置は新規製作品に交換され、最高速度 95 km/h での走行が可能となった。台車は種車の TR63F 形を整備して再用している。

## 仕様別詳説
- 試作改造車

1984年（昭和59年）から1985年（昭和60年）にかけて23両（コキ60000 - コキ60022）が改造された。
改造後に想定された運用を検証するため、列車として組成した状況下で走行性能を確認する目的で改造された。
最高速度 100 km/h の列車に使用することをも考慮し、ブレーキ装置には応答速度を向上させる指令変換弁を装備した。
改造は2回に分けて施工され、初回改造でブレーキ装置の改造をおこない、編成試験終了後に車体延長改造を施工した。指令変換弁は車体延長後も存置されている。
- 量産改造車

1985年（昭和60年）に104両（コキ60023 - コキ60126）が改造された。
試作改造車の運用成績を踏まえて改造された車両で、改造工事は車体延長とブレーキ装置改造を同時に施工している。
ブレーキ装置は構成を簡素化し、指令変換弁を省略した通常仕様の CL 方式とされた。

## 運用と現況
本形式への改造は単年度で終了した。当初企図された最高速度 100 km/h の運用は、本形式の試用結果を基に指令変換弁を追加装備したコキ50000形（250000番台）の投入でまかなわれ、本形式が 100 km/h 系列車で使用される機会はなかった。
国鉄分割民営化後、JR貨物では95 km/h 系コンテナ車の補充のために、台枠の延長を行わずにブレーキ装置のみを改造した、コキ5500形45500番台を投入している。
本形式は一般仕様のコキ50000形と共に、95 km/h 系コンテナ列車に使用された。本形式は 20 ft コンテナが積載できないため、コキ50000形との完全な共通運用はできず、運用には制限を付けざるを得なかった。1987年4月のJR移行では127両全車が日本貨物鉄道（JR貨物）に承継されたが、積載能力や高速性能が向上したコキ100系コンテナ車の投入が本格化すると淘汰の対象となり、1997年（平成9年）度までに全車が廃車され形式消滅した。

## 主要諸元
- 自重：16.t
- 荷重：34 t
- 最大長：20,400 mm
  - 車体長：19,600 mm
- 最大幅：2,640 mm
  - 車体幅：2,430 mm
- 最大高：2,098 mm
  - 床面高：1,100 mm
- 積載可能コンテナ数：JR 12 ft × 5個
- 台車形式：TR63F
- 最高運転速度：95 km/h

## コキ70000形
1985年（昭和60年）、老朽化したレサ10000形の置き換えとコンテナ化するために計画された。改造内容はコキ60000形に準ずるものであるが、ブレーキ装置に指令変換弁を装備し、最高速度 100 km/h 運用を可能とした。
54両が計画されたが、コキ10000形使用列車をコキ50000形との振り替えで捻出したことと、計画されていた国鉄末期には貨物列車そのものが縮小傾向にあったため、実現しなかった。